# Махтыли
Махтыли — деревня в Гаринском городском округе Свердловской области России. В окрестностях деревни расположен памятник археологии эпохи неолита, бронзы и железа – Махтыльский Холм.

## Географическое положение
Деревня Махтыли муниципального образования «Гаринский городской округ» расположена в 25 километрах к югу-юго-востоку от посёлка Гари, в лесной местности на правом берегу реки  Сосьва (правый приток реки Тавда). Автомобильное сообщение с деревней затруднено, а водное сообщение проходит по реке Сосьва. В окрестностях деревни, в 3 километрах к западу, на левом берегу реки Сосьва расположен памятник археологии эпохи неолита, бронзы и железа – Махтыльский Холм, высотой 2–3 метра, диаметром 50 метра, предположительно, являлся древним святилищем. Раскопки в 1920-х годах и в 1965 году на Холме позволили собрать 1 937 предметов (сосуды, каменные наконечники стрел, скребки, ножи, шлифованные орудия), которые сейчас хранятся в Нижнетагильском музее-заповеднике.

## Население
| 2002 | 2010 |
| ---- | ---- |
| 2    | ↘0   |